# Fernand de Blommaert
Ferdinand Fernand de Blommaert (24 augustus 1881 - 24 juli 1949) was een Belgisch ijshockeyer.

## Levensloop
Fernand de Blommaert was actief bij Brussels IHSC.
Op de Europees kampioenschappen van 1911 en 1914, beiden in het Duitse Berlijn, won hij met de nationale ploeg brons. Op het EK van 1913 in het Duitse München wonnen ze goud. Daarnaast nam hij deel aan het LIHG kampioenschap van 1912 in Brussel, alwaar hij met zijn ploeg derdes eindigde.
Hij behoorde tot het geslacht De Blommaert de Soye en had de titel van baron.